# سیدنی فاربر
سیدنی فاربر (انگلیسی: Sidney Farber؛ ‏ ۳۰ سپتامبر ۱۹۰۳ – ۳۰ مارس ۱۹۷۳) پزشک آمریکایی متخصص اطفال و دانشمندی نامدار در حوزهٔ آسیب‌شناسی بیماری‌های کودکان بود. او به سبب فعالیتش در حوزه سرطان و به‌کارگیری آنتاگونیست‌های اسید فولیک برای مبارزه با سرطان خون، که منجر به توسعه سایر داروهای شیمی‌درمانی علیه سایر بدخیمی‌ها شد، به عنوان پدر شیمی‌درمانی مدرن در نظر گرفته می‌شود. فاربر همچنین در زمینهٔ حمایت از پژوهش‌های سرطان و جمع‌آوری کمک‌های مالی بسیار فعال بود، به‌ویژه از طریق تأسیس «صندوق جیمی»، بنیادی که به پژوهش‌های سرطان‌های اطفال اختصاص دارد. مؤسسه سرطان دینا–فاربر به نام او نامگذاری شده است.
او فرزند سوم از ۱۴ فرزند یک خانواده یهودی بود که در شهر بافلو، نیویورک زاده شد. برادر بزرگتر وی ماروین فاربر، فیلسوف نامدار آمریکایی در دانشگاه ایالتی نیویورک در بافلو بود. سیدنی در سال ۱۹۲۳ از دانشگاه ایالتی نیویورک در بافلو فارغ‌التحصیل شد. در آن دوران، یعنی اواسط دهه ۱۹۲۰ میلادی، دانشگاه‌های ایالات متحده اغلب از پذیرش دانشجویان یهودی در دانشکده‌های پزشکی خودداری می‌کردند و در نتیجه او مجبور شد راهی اروپا شود. سیدنی به زبان آلمانی تسلط کامل داشت و به همین دلیل در دانشگاه هایدلبرگ و دانشگاه فرایبورگ در رشتهٔ پزشکی تحصیل کرد و سال اول را در آنجا با موفقیت فراوان سپری کرد. به سبب این عملکرد عالی، وی توانست به عنوان دانشجوی سال دوم به دانشکده پزشکی هاروارد برود و در سال ۱۹۲۷ در آنجا فارغ‌التحصیل شد. وی سپس دوره تخصصی آسیب‌شناسی را در «بیمارستان پیتر بنت بریگهام» (بیمارستان بریگهام و زنان فعلی) در بوستون گذراند و در آنجا از شاگردان کنث بلکفن بود. سرانجام وی از سال ۱۹۲۹ پاتولوژیست مقیم بیمارستان کودکان بوستون شد.
او پژوهش‌های مهمی در زمینهٔ فیبروز سیستیک، بیماری سلیاک، سندرم زجر تنفسی نوزادان و سندرم مرگ ناگهانی نوزاد انجام داد. وی را بنیان‌گذار آسیب‌شناسی اطفال می‌دانند. وی همچنین مشارکت‌ها و پژوهش‌های پراهمیتی در زمینه درمان لوسمی حاد لنفوئیدی و تومور ویلمز انجام داد و کارهایش همچنین باعث پیشرفت در حوزهٔ جراحی قلب اطفال شد. او بود که در سال ۱۹۵۲ نوعی بیماری ذخیرهٔ چربی را توصیف کرد که بعدها به افتخار خودش بیماری فاربر نام گرفت.
وی بابت مشارکت‌های ارزنده‌اش برندهٔ جایزه پژوهش پزشکی بالینی لسکر-دی‌بیکی شده است. فاربر دانشمندی بسیار دقیق، موشکاف و پُر وسواس بود و آزمایشگاهش به دلیل مرتب بودن و پاکیزگی معروف بود.